# Terra de Soneira
La Terra de Soneira és una comarca de Galícia situada a la província de la Corunya. Limita amb l'oceà Atlàntic al nord, amb la comarca de Bergantiños al nord-est, la comarca de Xallas al sud-est i la comarca de Fisterra al sud-oest. En formen part els municipis de:
- Camariñas
- Vimianzo
- Zas